# Will Antwi
Will Antwi, właśc. Agyei William Kwabena Antwi (ur. 19 października 1982 w Epsom) – piłkarz występujący na pozycji obrońcy oraz trener, reprezentant Ghany.
Jako zawodnik Crystal Palace rozegrał cztery spotkania w Division One. Zadebiutował w tych rozgrywkach 29 października 2002 w wygranym 4:3 meczu z Walsall. Ponadto występował m.in. na poziomie League One (11 meczów, 1 gol) oraz League Two (102 mecze, 4 gole).
W reprezentacji Ghany wystąpił jeden raz, 30 maja 2003 w przegranym 1:3 towarzyskim meczu z Nigerią.